# Бьютифул
«Бьютифул» (исп. Biutiful) — драматический фильм 2010 года режиссёра Алехандро Гонсалеса Иньярриту. Участник основного конкурса Каннского кинофестиваля 2010 года.

## Сюжет
Фильм рассказывает об Уксбале, разведённом отце двоих детей, который узнаёт, что неизлечимо болен раком предстательной железы. На протяжении ленты он готовится к смерти, вспоминая прошлое и улаживая дела в настоящем. Главный герой вовлечён в незаконную деятельность — помогает нелегальным иммигрантам найти работу, имея с этого доход. На его попечении несколько десятков китайцев, которые и шьют, и строят. Чтобы сэкономить на их содержании, он покупает в подвал дешёвые обогреватели, из-за которых рабочие погибают от удушья. Он искренне раскаивается, его преследуют образы умерших. Вскоре всю лавочку прикрывает полиция, которая ранее накрыла и его незаконную торговлю контрафактом на улицах Барселоны, арестовав иммигрантов. Одновременно Уксбаль узнаёт о связи своей бывшей жены и брата. Герой берёт к себе домой женщину с ребёнком (жену депортированного иммигранта), Иге. Она помогает ему справиться с наступающей болезнью и заботится о детях. Их же мать не может справиться со своим алкоголизмом и биполярным расстройством, и её в очередной раз кладут в психлечебницу. Уксбаль тихо умирает на постели рядом с дочерью.

## В ролях
- Хавьер Бардем — Уксбаль
- Марисель Альварес — Марамбра
- Ханаа Бушаиб — Ана
- Гильермо Эстрелья — Матео
- Эдуард Фернандес — Тито
- Диарьяту Дафф — Иге
- Рубен Очандиано — Санк, полицейский
- Ана Вагенер — Беа
- Бланка Портильо
- Карра Элехальде — Мендоса

## Создание
- Съёмки фильма начались в октябре 2008 года в Барселоне (Испания)[4][5].
- Во время съёмок, 12 февраля 2009 года, исполнитель главной роли, Хавьер Бардем перенёс операцию по удалению межпозвонковой грыжи[6].
- Этот фильм — первая лента Иньярриту, снятая без его постоянного сценариста Гильермо Арриаги: именно поэтому режиссёр сам писал сценарий к этой картине[7].
- В основном в фильме снимались непрофессиональные актёры[8].
- Диарьяту Дафф — иммигрантка из Сенегала, работавшая в парикмахерской недалеко от Барселоны. Её судьба практически совпадает с участью героини фильма Иге[8].

## Награды и номинации

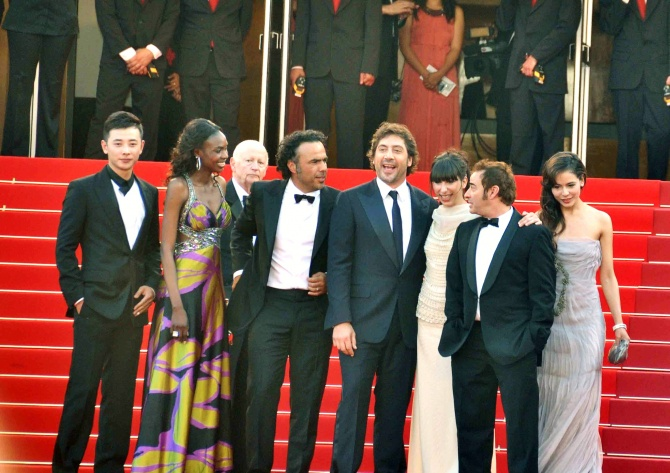
Актёры и члены съёмочной группы на Каннском кинофестивале 2010.

- 2011 — две номинации на премию «Оскар»: лучшая мужская роль (Хавьер Бардем), лучший фильм на иностранном языке
- 2011 — номинация на премию «Золотой глобус» за лучший фильм на иностранном языке
- 2011 — две номинации на премию BAFTA: лучшая мужская роль (Хавьер Бардем), лучший фильм на иностранном языке (Алехандро Гонсалес Иньярриту, Джон Килик, Фернандо Бовайра)
- 2011 — номинация на премию «Выбор критиков» за лучший фильм на иностранном языке (Алехандро Гонсалес Иньярриту)
- 2010 — три номинации на премию «Спутник»: лучшая мужская роль — драма (Хавьер Бардем), лучший оригинальный сценарий (Алехандро Гонсалес Иньярриту, Армандо Бо, Николас Джакобоне), лучший фильм на иностранном языке
- 2010 — приз за лучшую мужскую роль Каннского кинофестиваля (Хавьер Бардем), а также номинация на Золотую пальмовую ветвь (Алехандро Гонсалес Иньярриту)

## Премьерный показ
- Франция — 17 мая 2010 (Каннский кинофестиваль 2010); 20 октября 2010 — широкий экран[9]
- США — 4 сентября 2010 (Кинофестиваль в Теллурайде); 8 октября 2010 (Кинофестиваль в Милл-Волли); 29 декабря 2010 (ограниченный показ)[9]
- Канада — 10 сентября 2010 (Международный кинофестиваль в Торонто)[9].
- Великобритания — 26 октября 2010 (Кинофестиваль в Лондоне); 28 января 2011 (широкий экран)[9].
- Эстония — 25 ноября 2010 (Кинофестиваль «Чёрные ночи» в Таллине); 4 февраля 2011 (широкий экран)[9].
- Индонезия — 5 декабря 2010 (Международный кинофестиваль в Джакарте); 9 февраля 2011 (широкий экран)[9].
- ОАЭ — 18 декабря 2010 (Международный кинофестиваль в Дубае)[9].
- Россия — 24 февраля 2011[9]. В первый месяц после премьеры в РФ фильм был показан только в 11 городах: Москве, Санкт-Петербурге, Ханты-Мансийске, Сургуте, Самаре, Таганроге, Омске, Екатеринбурге, Новосибирске, Нижнем Новгороде, Воронеже.